# La Source (chanson)
Pour les articles homonymes, voir La Source.
Chansons représentant la France au Concours Eurovision de la chanson
Il doit faire beau là-bas
(1967) Un jour, un enfant
(1969)
La Source est une chanson interprétée par la chanteuse française Isabelle Aubret pour représenter la France au Concours Eurovision de la chanson 1968 qui se déroulait à Londres (Angleterre), au Royaume-Uni.
Ce fut la deuxième apparition d'Isabelle Aubret sur la scène de l'Eurovision, en 1962, elle avait remporté le concours avec Un premier amour. L'un des paroliers de La Source, Guy Bonnet, participera à nouveau au concours, en tant qu'artiste, en chantant Marie-Blanche en 1970, et Vivre en 1983.
Isabelle Aubret a également enregistré la chanson en allemand sous le titre Such' mich dort, wo die Sonne scheint (« Cherchez-moi où le soleil brille »).

## Thème de la chanson
La chanson porte sur le thème du viol — ce qui était inhabituel pour des chansons de l'époque, en particulier dans le concours —, l'interprète décrivant un tel évènement de façon assez détaillée.

## À l'Eurovision
Elle est intégralement interprétée en français, langue nationale, comme l'impose la règle entre 1966 et 1972. L'orchestre est dirigé par Alain Goraguer.
La chanson est la dixième chanson interprétée lors de la soirée, après Kun kello käy de Kristina Hautala pour la Finlande et avant Marianne de Sergio Endrigo pour l'Italie. À l'issue du vote, elle a obtenu 20 points, se classant 3e sur 17 chansons,.

## Classements

### Classements hebdomadaires
| Classement (1968)                       | Meilleure position |
| --------------------------------------- | ------------------ |
| Belgique (Wallonie Ultratop 50 Singles) | 14                 |
| France (IFOP)                           | 16                 |